# Saint-Pierreville
Saint-Pierreville, auf Okzitanisch „Saint Pèire Viala“, ist eine französische Gemeinde im Département Ardèche in der Region Auvergne-Rhône-Alpes. Sie gehört zum Kanton Haut-Eyrieux im Arrondissement Tournon-sur-Rhône. Sie grenzt im Nordosten an Gluiras, im Südosten an Saint-Étienne-de-Serre, im Süden an Issamoulenc, im Südwesten an Albon-d’Ardèche und im Nordwesten an Saint-Genest-Lachamp. Die Bewohner nennen sich Saint-Pierrevillois.

## Bevölkerungsentwicklung
| Jahr                       | 1962 | 1968 | 1975 | 1982 | 1990 | 1999 | 2008 | 2019 |
| -------------------------- | ---- | ---- | ---- | ---- | ---- | ---- | ---- | ---- |
| Einwohner                  | 718  | 606  | 537  | 478  | 528  | 504  | 519  | 526  |
| Quellen: Cassini und INSEE |      |      |      |      |      |      |      |      |

## Sehenswürdigkeiten

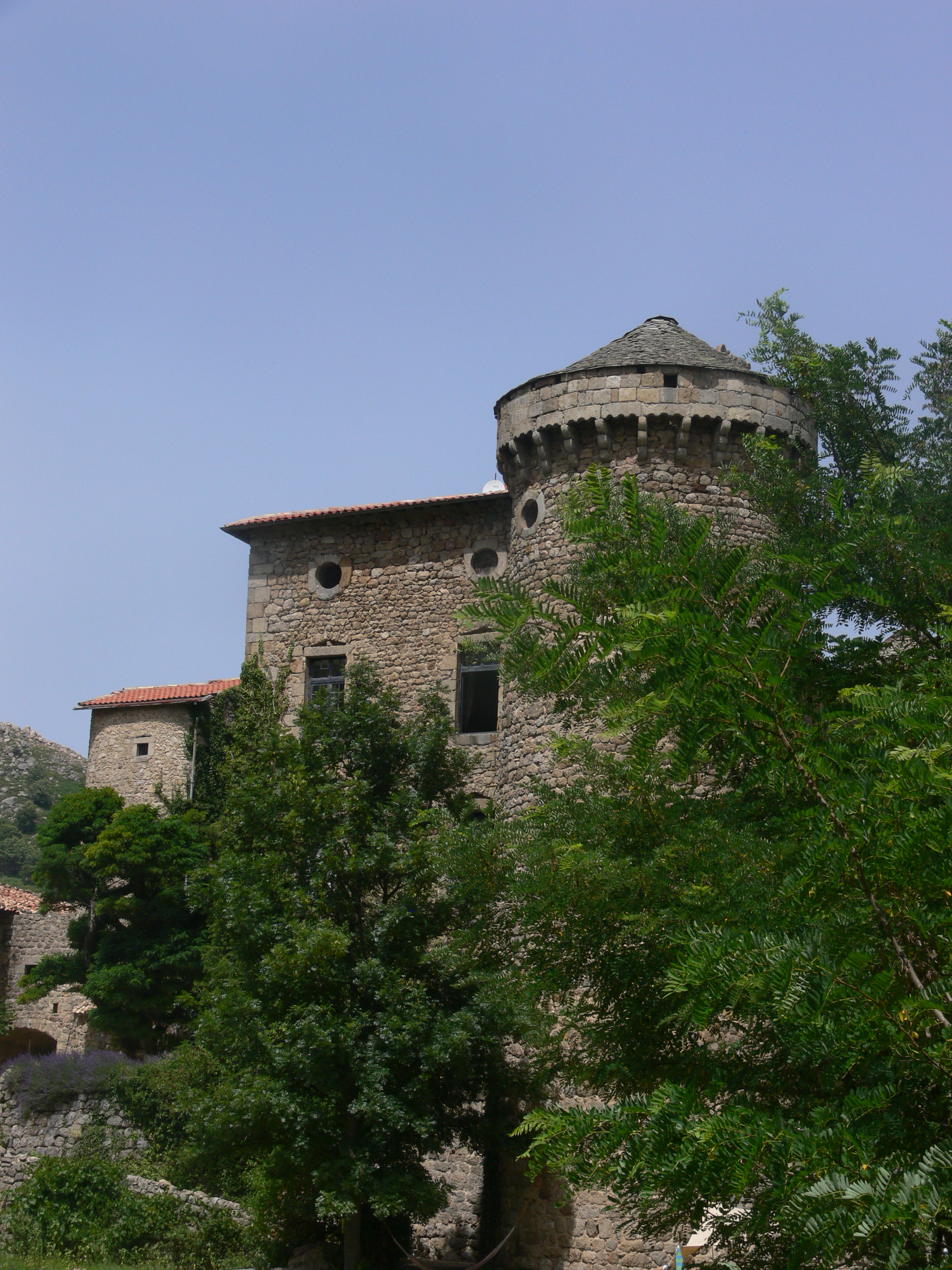
Schloss Latour

- Schloss Latour
- Kriegerdenkmal